# Telegazeta
Telegazeta (w skrócie TG) – handlowa nazwa teletekstu nadawanego wraz z sygnałem wszystkich stacji ogólnopolskich oraz niektórych kanałów regionalnych należących do Telewizji Polskiej. Telegazeta została uruchomiona 29 grudnia 1988 roku, jednak na wiele miesięcy przed tą datą obrazy próbnych stron Telegazety były nadawane na wizji w przerwach między poszczególnymi odcinkami programu. Poszczególne strony były widoczne przez kilkadziesiąt sekund; w tle nadawana była spokojna muzyka jazzowa Horsta Jankowskiego.

## Historia
Twórcą Telegazety i dyrektorem Agencji Telegazety był Czesław Berenda. Była pierwszą transmisją teletekstową w Polsce. W pierwszych latach działania Telegazety na górnym pasku zamiast napisu „TVP” wyświetlał się tekst „PRiTV” (Polskie Radio i Telewizja). Na początku widzowie mieli do dyspozycji tylko ogłoszenia oraz program telewizyjny. W ramach Telegazety funkcjonują działy tematyczne, poświęcone m.in. ogłoszeniom, motoryzacji, biznesowi i gospodarce, aktualnościom (podawane na bieżąco depesze Polskiej Agencji Prasowej i Informacyjnej Agencji Radiowej), informatyce, pogodzie, kulturze, sportowi, życiu Polonii. W pierwszych latach funkcjonowania Telegazeta była redagowana i generowana za pomocą aparatury produkcji brytyjskiej firmy VG Electronics. Następnie używano do tego celu aparatury niemieckiej firmy F.A. Bernhardt (FAB).
1 stycznia 1994 ukazały się pierwsze napisy dla niesłyszących na stronie 777 Telegazety. Napisy te były przygotowane do filmu Rio Grande na antenie TVP2. Miesięcznie jest emitowane ok. 150 programów z napisami.
W 1997 rozdzielono dotychczasową Telegazetę na dwie, oddzielne dla TVP1 i TVP2. Pierwsza koncentrowała się na informacjach i wiadomościach, Telegazeta dla TVP2 zawierała bloki tematyczne, społeczne i kulturalne. Strona główna (100) Telegazety kilka razy przechodziła zmianę wyglądu. Ostatnia taka zmiana nastąpiła w 2010 roku.
Inną wersję teletekstu nadają kanały tematyczne: TVP Polonia oraz TVP Kultura. Większość oddziałów lokalnych emituje swoje własne teleteksty o tematyce regionalnej, jednak do około 2011 roku nie wszystkie posługiwały się nazwą Telegazeta, jak TVP Warszawa lub TVP Kielce. Część z nich przed lub po nazwie stosowała dodatkowe określenie, np. Telegazeta Łódzka TVP Łódź czy Lubelska Telegazeta TVP Lublin, a część nie posługiwała się w ogóle nazwą Telegazeta, jak na przykład Teletext TVP Szczecin (pierwszy teletekst regionalny w historii TVP). Około 2011 roku nazwy i strony tytułowe wszystkich lokalnych teletekstów TVP zostały ujednolicone, a teleteksty otrzymały nazwy utworzone według jednego wzorca, np. Telegazeta Regionalna TVP Warszawa.

## Lista Telegazet

### Telegazety ogólnopolskie
- Telegazeta TVP1 (TVP1)
- Telegazeta TVP2 (TVP2)
- Telegazeta TVP Polonia (TVP Polonia)
- Telegazeta TVP Kultura (TVP Kultura)
- Telegazeta TVP Sport (TVP Sport)
- Telegazeta TVP Seriale (TVP Seriale)
- Telegazeta TVP Historia (TVP Historia)

### Telegazety regionalne
- Telegazeta Regionalna TVP3 Lublin (TVP3 Lublin)
- Telegazeta Regionalna TVP3 Łódź (TVP3 Łódź)
- Telegazeta Regionalna TVP3 Białystok (TVP3 Białystok)
- Telegazeta Regionalna TVP3 Gorzów Wielkopolski (TVP3 Gorzów Wielkopolski)
- Telegazeta Regionalna TVP3 Gdańsk (TVP3 Gdańsk)
- Telegazeta Regionalna TVP3 Rzeszów (TVP3 Rzeszów)
- Telegazeta Regionalna TVP3 Wrocław (TVP3 Wrocław)
- Telegazeta Regionalna TVP3 Szczecin (TVP3 Szczecin)
- Telegazeta Regionalna TVP3 Bydgoszcz (TVP3 Bydgoszcz)
- Telegazeta Regionalna TVP3 Kielce (TVP3 Kielce)
- Telegazeta Regionalna TVP3 Poznań (TVP3 Poznań)
- Telegazeta Regionalna TVP3 Warszawa (TVP3 Warszawa)
- Telegazeta Regionalna TVP3 Katowice (TVP3 Katowice)
- Telegazeta Regionalna TVP3 Kraków (TVP3 Kraków)